# موت المسيح (رواية)
موت المسيح (بالإنجليزية: The Death of Jesus)‏، رواية للكاتب الجنوب أفريقي الحائز على جائزة نوبل جي إم كوتزي، نشرت عام 2019، عن دار نشر في المملكة المتحدة ودول أخرى.